# Cottidae
I Cottidae sono una famiglia di pesci ossei d'acqua marina, dolce e salmastra appartenenti all'ordine Scorpaeniformes.

## Distribuzione e habitat
Sono diffusi nei mari e negli oceani dell'emisfero boreale, soprattutto in quelli freddi e anche artici. Sono particolarmente comuni nell'Oceano Pacifico; alcune specie sono presenti nei mari della Nuova Zelanda. Nelle acque dell'Oceano Atlantico orientale europeo e nel mare del Nord sono presenti diverse specie mentre nel mar Mediterraneo è presente ma rarissimo solo Taurulus bubalis. Un certo numero di specie popola le acque dolci fredde come Cottus gobio e Cottus scaturigo, presenti anche in Italia e numerose altre presenti in Europa come Cottus poecilopus e Cottus petiti. Hanno abitudini bentoniche. Alcune specie sono abissali.

## Descrizione
L'aspetto di molti Cottidae è superficialmente molto simile a quello dei Gobiidae, con cui sono frequentemente confusi ma dai quali sono filogeneticamente piuttosto lontani. Questa somiglianza è dovuta soprattutto agli occhi piuttosto grandi, vicini fra loro e sporgenti sul profilo dorsale del capo. La pelle è priva di scaglie ma spesso presenta tubercoli ossei o rugosità di vario tipo. La linea laterale è presente sui fianchi (mentre nei Gobiidae è limitata alla testa). La testa è grande relativamente alle dimensioni del corpo e molto spesso schiacciata dorso-ventralmente, il che da ad alcune specie un aspetto da girino. La pinna dorsale può essere unica, in tal caso presenta una forte incisione centrale, o doppia. La pinna anale è priva di raggi spinosi. La pinna caudale è arrotondata o tronca, mai biloba. Le pinne pettorali sono ampie e con i raggi ventrali robusti; le pinne ventrali portano un raggio spinoso breve. La vescica natatoria manca almeno allo stadio adulto. La colorazione spesso è molto mimetica.
Sono generalmente di piccole dimensioni ma la specie Scorpaenichthys marmoratus raggiunge i 78 cm.

## Biologia

### Riproduzione
Spesso è presente dimorfismo sessuale. Le uova sono deposte sul fondo e vengono protette dal padre. Le larve sono pelagiche.

## Pesca
Non hanno nessuna importanza per la pesca. Cottus gobio veniva un tempo pescato per uso alimentare e per essere usato come esca per trote e salmoni.